# Ein himmlischer Freund
Ein himmlischer Freund (Verweistitel Vom Himmel hoch) ist ein deutsch-österreichischer Fernsehfilm aus dem Jahr 2003 von Regisseur Karsten Wichniarz nach einem Drehbuch von Rolf-René Schneider mit Heinz Hoenig, Jutta Speidel und Marian Lösch. Erstausstrahlung des Weihnachtsfilmes im Ersten war am 19. Dezember 2003, im ORF wurde die Produktion am 23. Dezember 2003 erstmals gezeigt.

## Handlung
Johannes ist ein Engel aus Norddeutschland, der wegen Völlerei zu schwer wird, aus einem Fresko in der Hauptkirche Sankt Michaelis fällt und mit seiner Trompete auf dem Steinboden einer Bergkapelle in Tirol landet. Seine Flügel erhält er nur zurück, wenn er bis zum Heiligen Abend eine gute Tat vollbringt. Allerdings sind es bis dahin nur noch vier Tage.
Nachdem in der abgeschiedenen Bergkapelle niemand zu sehen ist, trifft er auf einen Brückenspringer, den er vor einem vermeintlichen Todessturz bewahren will. Allerdings handelt es sich bei diesem um einen Bungee-Jumper. Am Weihnachtsmarkt musiziert er auf seiner Trompete, wird aber von zwei Polizisten vertrieben, weil er ihrer Meinung nach die Musik als Vorwand nutze, um alten Leuten das Geld aus der Tasche zu ziehen. Aus einer Wirtshausküche wird der hungrige Johannes vom Wirt auf die Straße gesetzt.
In einem Schneegestöber wird Johannes von der Ärztin Gabriela Kaiser auf der Straße aufgelesen, sie nimmt ihn zu sich nach Hause mit und gibt ihm zu essen und für die kommende Nacht einen Platz zum Schlafen. In der Nacht trifft Engel auf Julian, den elfjährigen Sohn Gabrielas, der im Rollstuhl sitzt. Am nächsten Tag bittet Julian seine Mutter, dass sie Johannes zurückholt und bei ihnen wohnen lässt. Gabriela macht sich auf die Suche und holt Engel zurück.
Julian und Johannes organisieren einen Weihnachtsbaum, das Geld dafür sammelt Julian für das Trompetenspiel von Johannes von Zuhörern ein. Von Gabriela erfährt Johannes, dass sie seit dem Unfalltod von Julians Vater in der Adventszeit vor ein paar Jahren keinen Weihnachtsbaum mehr hatten. Julians Vater wurde bei einem Autounfall getötet. Julian blieb bei dem Unfall zwar unverletzt, gibt sich aber die Schuld am Tod seines Vaters, weil er ihn kurz ablenkte, und sitzt, obwohl er medizinisch gesund ist, seither im Rollstuhl. Zu seinen früheren Schulkollegen hat er keinen Kontakt mehr, unterrichtet wird er zu Hause von einem Privatlehrer.
Johannes versucht, Julian zu Gehversuchen zu motivieren. Auf der Titelseite der Tiroler Tageszeitung sieht Gabriela das Foto von Johannes mit der Schlagzeile: Er hält sich für einen Engel. Patient aus der Nervenklinik ausgebrochen. Laut Zeitungsbericht soll es sich um den 23. Ausbruch handeln. Johannes erzählt Julian seine Geschichte, insbesondere, dass er ihn bis zum Heiligen Abend wieder zum Gehen bringen muss, damit er seine Flügel wiederbekommt. Gabriela und Julian werden Zeugen, wie Johannes in die Landesklinik für Psychiatrie unter der Leitung von Professor Schönborn gebracht wird. Julian bittet seine Mutter, Johannes aus der Klinik zu befreien.
Gabriela stattet Professor Schönborn einen Besuch ab. Laut Schönborn gibt es dort keinen Johannes Engel, sondern nur den Schizophreniepatienten Johannes Berger, der sich für einen Engel hält. Gabriela findet das nicht weiter schlimm, weil er der Welt Hoffnung gibt. Schönborn dagegen meint, die Welt vor Johannes schützen zu müssen, weil die Hoffnungen falsch seien, möglicherweise hat Johannes Gabriela bereits angesteckt. Gabriela antwortet darauf, wenn Johannes verrückt sei und Schönborn normal, dann möchte sie lieber verrückt sein.
Am Weihnachtsabend bricht Johannes aus der Landesklinik für Psychiatrie aus. Julian unternimmt einige Schritte, damit Johannes seine Flügel zurückerhält, und Johannes kehrt auf seinen Platz im Fresko zurück.

## Produktion und Hintergrund
Die Dreharbeiten fanden im November und Dezember 2002 in Fiss, Serfaus, Ladis und Landeck in Tirol sowie in Hamburg statt. Produziert wurde der Film von der deutschen Schiwago Film und der österreichischen Klaus Graf Filmproduktion im Zusammenarbeit mit dem Österreichischen Rundfunk sowie der ARD Degeto. Unterstützt wurde die Produktion von Cine Tirol.
Die Kamera führte Axel Henschel, die Montage verantwortete Ines Bluhm, die Musik schrieb Klaus Pruenster. Das Kostümbild gestaltete Juschka Friedemann, das Szenenbild Annette Lofy, den Ton Ulla Kösterke und die Maske Margrit Baxmann.

## Rezeption

### Kritiken
Filmdienst.de bezeichnete die Produktion als modernes Weihnachtsmärchen voller vordergründiger Gefühligkeit, das weniger auf frohe Botschaften als auf gefühlvoll-unverbindliche (Fernseh-)Unterhaltung setze. tvspielfilm.de urteilte: „Weihnachtskitsch, aber allerliebst“, der rührend und humorvoll erzählt werde.

### Quote
Bei der Erstausstrahlung am 19. Dezember 2003 im Ersten erreichte die Produktion 5,08 Millionen Zuseher bei einem Marktanteil von 16,6 Prozent. Die ORF-Erstausstrahlung am 23. Dezember 2003 verfolgten 944.000 Zuseher, der Marktanteil betrug 36 Prozent.